# Campeonato Argentino de Futebol de 1928
O Campeonato Argentino de Futebol de 1928, originalmente denominado Copa Campeonato 1928, foi o quadragésimo oitavo torneio da Primeira Divisão do futebol argentino e o segundo organizado pela Asociación Amateurs Argentina de Football. O certame foi disputado entre 15 de abril de 1928 e 30 de junho de 1929. No final do torneio, foi efetivado o rebaixamento de dois dos três clubes que ocupavam a zona de descenso regulamentada, já que o Defensores de Belgrano foi favorecido pela resolução que estabelecia que os clubes que começaram o campeonato de 1919 só perderiam a categoria na segunda oportunidade em que ocupassem posições de rebaixamento. O Huracán conquistou o seu quarto título de campeão argentino.

## Participantes
| Equipe                  | Cidade               |
| ----------------------- | -------------------- |
| Almagro                 | Buenos Aires         |
| Argentino de Banfield   | Banfield             |
| Argentino del Sud       | Avellaneda           |
| Argentino de Quilmes    | Quilmes              |
| Argentinos Juniors      | Buenos Aires         |
| Atlanta                 | Buenos Aires         |
| Banfield                | Banfield             |
| Barracas Central        | Buenos Aires         |
| Boca Juniors            | Buenos Aires         |
| Chacarita Juniors       | Buenos Aires         |
| Defensores de Belgrano  | Buenos Aires         |
| El Porvenir             | Gerli                |
| Estudiantes             | Buenos Aires         |
| Estudiantes de La Plata | La Plata             |
| Estudiantil Porteño     | Buenos Aires         |
| Excursionistas          | Buenos Aires         |
| Ferro Carril Oeste      | Buenos Aires         |
| Gimnasia y Esgrima      | La Plata             |
| Huracán                 | Buenos Aires         |
| Independiente           | Avellaneda           |
| Lanús                   | Lanús                |
| Liberal Argentino       | Buenos Aires         |
| Platense                | Buenos Aires         |
| Porteño                 | Buenos Aires         |
| Quilmes                 | Quilmes              |
| Racing Club             | Avellaneda           |
| River Plate             | Buenos Aires         |
| San Fernando            | San Fernando         |
| San Isidro              | San Isidro           |
| San Lorenzo             | Buenos Aires         |
| Sportivo Barracas       | Buenos Aires         |
| Sportivo Buenos Aires   | Buenos Aires         |
| Sportivo Palermo        | Buenos Aires         |
| Talleres                | Remedios de Escalada |
| Tigre                   | Victoria             |
| Vélez Sarsfield         | Buenos Aires         |

## Classificação final
| Pos | Equipes                     | Pts | J  | V  | E  | D  | GM  | GS  | SG  |
| --- | --------------------------- | --- | -- | -- | -- | -- | --- | --- | --- |
| 1.  | Huracán                     | 58  | 35 | 28 | 2  | 5  | 73  | 29  | +44 |
| 2.  | Boca Juniors                | 57  | 35 | 28 | 1  | 6  | 100 | 17  | +83 |
| 3.  | Estudiantes de La Plata     | 53  | 35 | 25 | 3  | 7  | 89  | 39  | +50 |
| 4.  | Independiente               | 52  | 35 | 22 | 8  | 5  | 71  | 27  | +44 |
| 5.  | Racing Club                 | 49  | 35 | 23 | 3  | 9  | 77  | 38  | +39 |
| 6.  | San Lorenzo                 | 47  | 35 | 21 | 5  | 9  | 63  | 38  | +25 |
| 7.  | River Plate                 | 46  | 35 | 20 | 6  | 9  | 68  | 42  | +26 |
| 8.  | Quilmes                     | 43  | 35 | 18 | 7  | 10 | 72  | 45  | +27 |
| 8.  | Tigre                       | 43  | 35 | 18 | 7  | 10 | 55  | 48  | +7  |
| 10. | Ferro Carril Oeste          | 41  | 35 | 19 | 3  | 13 | 78  | 51  | +27 |
| 11. | Banfield                    | 40  | 35 | 15 | 10 | 10 | 63  | 49  | +14 |
| 12. | Chacarita Juniors           | 39  | 35 | 16 | 7  | 12 | 63  | 46  | +17 |
| 13. | Lanús                       | 37  | 35 | 15 | 7  | 13 | 64  | 46  | +18 |
| 14. | Argentinos Juniors          | 36  | 35 | 13 | 10 | 12 | 45  | 40  | +5  |
| 15. | Estudiantil Porteño         | 34  | 35 | 11 | 12 | 12 | 56  | 52  | +4  |
| 15. | Almagro                     | 34  | 35 | 12 | 10 | 13 | 44  | 53  | -9  |
| 17. | San Fernando                | 33  | 35 | 12 | 9  | 14 | 55  | 56  | -1  |
| 17. | Talleres (RE)               | 33  | 35 | 13 | 7  | 15 | 40  | 44  | -4  |
| 17. | Sportivo Palermo            | 33  | 35 | 11 | 11 | 13 | 45  | 52  | -7  |
| 20. | Sportivo Barracas           | 32  | 35 | 12 | 8  | 15 | 42  | 47  | -5  |
| 20. | Gimnasia y Esgrima La Plata | 32  | 35 | 12 | 8  | 15 | 38  | 44  | -6  |
| 20. | Excursionistas              | 32  | 35 | 11 | 10 | 14 | 35  | 46  | -11 |
| 23. | El Porvenir                 | 31  | 35 | 11 | 9  | 15 | 55  | 66  | -11 |
| 23. | Sportivo Buenos Aires       | 31  | 35 | 11 | 9  | 15 | 38  | 51  | -13 |
| 25. | Platense                    | 29  | 35 | 10 | 9  | 16 | 40  | 50  | -10 |
| 26. | Argentino de Banfield       | 28  | 35 | 9  | 10 | 16 | 46  | 59  | -28 |
| 27. | Atlanta                     | 27  | 35 | 11 | 5  | 19 | 36  | 60  | -24 |
| 27. | Estudiantes Buenos Aires    | 27  | 35 | 11 | 5  | 19 | 37  | 62  | -25 |
| 27. | Barracas Central            | 27  | 35 | 9  | 9  | 17 | 42  | 74  | -32 |
| 30. | Argentino de Quilmes        | 26  | 35 | 10 | 6  | 19 | 58  | 68  | -10 |
| 30. | San Isidro                  | 26  | 35 | 9  | 8  | 18 | 49  | 68  | -19 |
| 30. | Vélez Sarsfield             | 26  | 35 | 9  | 8  | 18 | 39  | 75  | -36 |
| 33. | Argentino del Sud           | 25  | 35 | 9  | 7  | 19 | 34  | 59  | -25 |
| 34. | Liberal Argentino           | 21  | 35 | 7  | 7  | 21 | 29  | 71  | -42 |
| 35. | Defensores de Belgrano      | 19  | 35 | 4  | 11 | 20 | 29  | 79  | -50 |
| 36. | Porteño                     | 11  | 35 | 3  | 5  | 27 | 31  | 108 | -77 |

|  |                                   |
|  | Campeão.                          |
|  | Rebaixado para a segunda divisão. |
|  | Ficou na zona de rebaixamento.    |

## Premiação
| Campeonato Argentino de Futebol de 1928 |
| --------------------------------------- |
| Huracán Campeão (4° título)             |

## Goleador
| Jogador   | Jogador        | Gols | Equipe       |
| --------- | -------------- | ---- | ------------ |
| Argentina | Roberto Cherro | 32   | Boca Juniors |

## Rebaixamento e promoção
Porteño e Liberal Argentino perderam suas vagas da categoria e, com a promoção do Colegiales, para o campeonato de 1929, o número de participantes se reduziu para 35.

## Bibliografía
- Estévez, Diego (2010). 38 Campeones del fútbol argentino 1891-2010. [S.l.]: Ediciones Continente. ISBN 978-950-754-301-2